# Arnotts (Irland)
Arnotts er det største og ældste stormagasin i Irland. Flagskibsbutikken ligger på Henry Street nord for det centrale Dublin.
Arnotts var medlem af International Association of Department Stores fra 2007 til 2012.